# Аргінілгліциласпарагінова кислота
Аргінілгліциласпарагінова кислота (RGD-послідовність) — трипептид, який складається з L-аргініну, гліцину й L-аспарагінової кислоти.
Практично усі дизінтегрини містять RGD-послідовність, яка розпізнається рецептором GPIIb/IIIa у молекулі фібриногену й інших чинниках коагуляції. Тому пептиди або дрібні молекули, які містять ключову послідовність амінокислот Arg-Gly-Asp можуть бути потенційними інгібіторами взаємодії GPIIb/IIIa рецепторів тромбоцитів із фібриногеном.

## Спектроскопія
Для розшифрування сполуки використовується два підходи. Перший — визначення числа індивідуальних амінокислотних залишків й їх ідентифікація, другий — секвенування.
Для ідентифікації трьох амінокислот використовується інформація з спектрів ядерного магнітного резонансу {\displaystyle \mathrm {{}^{1}{H},\,{}^{13}{C}\,DEPT,COSY,TOCSY,HMQC} .} Пептиди є хіральними молекулами. Усі метиленові групи діастереотопні, навіть групи гліцину (метиленова група у вільному гліцині є енантіотропною). Починати аналіз пептидів потрібно зі спектру {\displaystyle \mathrm {TOCSY} .} У двохвимірному варіанті {\displaystyle \mathrm {TOCSY} } відображає кореляції між усіма спінами спінової системи, а кореляції зі спінами поза системою відсутні. У трипептиді три окремі спінові системи, і вони знаходяться у спектрі {\displaystyle \mathrm {TOCSY} .}Протон {\displaystyle \mathrm {N-H} } із сигналом при 8,95 м.д. корелює із двома резонансами (3,96 та 4,13 м.д.), що виявляє спінову систему. Якщо екстраполювати цю інформацію на спектр {\displaystyle \mathrm {HMQC} ,} то виявиться, що ці протонні резонанси корелюють із одним атомом вуглецю при 41,9 м.д. (тобто діастереотопною метиленовою групою). Ця амінокислота ідентифікується як залишок гліцину, а кореляція із протоном {\displaystyle \mathrm {N-H} } амідної групи дозволяє зробити висновок, що залишок гліцину не є {\displaystyle \mathrm {N} }-кінцевим.
Інша спінова система стає очевидною, якщо почати із загальноприйнятого початку — сигналу при {\displaystyle \mathrm {N-H} } 8,26 м.д. Є три кореляції з цим сигналом для усіх чотирьох фрагментів цієї спінової системи. Якщо знову перенести цю інформацію прямо у спектр {\displaystyle \mathrm {HMQC} ,} можна знайти відповідні вуглецеві сигнали. Звичайно, кореляція із резонансом {\displaystyle \mathrm {N-H} } відсутня. Сигнал протона при 4,41 м.д. корелює із резонансом атома вуглецю при 52,4, а спектр {\displaystyle \mathrm {{}^{13}C\,\,DEPT} } підтверджує, що це сигнали 2,58 й 2,72 м.д., які корелюють із одним сигналом атома вуглецю при 38,6 м.д. Спектр {\displaystyle \mathrm {{}^{13}C\,\,DEPT} } підтверджує, що це сигнал метиленової групи. Цей залишок ідентифікується як аспарагінова кислота, і знову можна зробити висновок, що це не {\displaystyle \mathrm {N} }-кінцевий залишок.
Аналіз останньої спінової системи починається з розгляду сигналу протона {\displaystyle \mathrm {N-H} } при 7,35 м.д. Ця спінова система включає ще чотири протонних резонанси; спектр {\displaystyle \mathrm {HMQC} } та спектри {\displaystyle \mathrm {{}^{13}C\,\,DEPT} } вказують, що вони відповідають одній метиновій і трьом метиленовим групам. Таким чином, цей амінокислотний залишок є аргініном.
Спектр {\displaystyle \mathrm {COSY} } можна використовувати для верифікації отриманих результатів, хоча необхідності у цьому немає. Спектри {\displaystyle \mathrm {COSY} } та {\displaystyle \mathrm {TOCSY} } не є надлишковими й взаємно доповнюють одне одного принаймні у одному важливому аспекті. Хоча спектр {\displaystyle \mathrm {TOCSY} } відображає усі спіни у спіновій системі, він не відображає реальні спін-спінові взаємодії. Наприклад, оскільки протон {\displaystyle \mathrm {N-H} } із сигналом при 8,26 м.д. (у залишку аспарагінової кислоти) відображає кореляцію лише із метиновою групою у спектрі {\displaystyle \mathrm {COSY} }, то можна із впевненістю сказати, що ця група {\displaystyle \mathrm {N-H} } бере участь у пептидному зв'язуванні, а метинова група є α- або антисиметричним атомом вуглецю у амінокислотному залишку. Протон {\displaystyle \mathrm {N-H} } із сигналом при 7,35 м.д., віднесений до залишу аргініну, корелює із усіма спінами у спектрі {\displaystyle \mathrm {TOCSY} }, але виявляє спін-спінову взаємодію лише із метиленовою групою при 2,24 м.д. у спектрі {\displaystyle \mathrm {COSY} }. Це спостереження дозволяє зробити два висновки. По-перше, протон {\displaystyle \mathrm {N-H} } не взаємодіє із α-атомом вуглецю агрініну і тому повинен відноситися до {\displaystyle \mathrm {N-H} } гуанідінової групи, а не α-аміногрупи. По-друге, аргініновий залишок повинен бути {\displaystyle \mathrm {N} }-термінальним, оскільки у спектрах {\displaystyle \mathrm {COSY} } та {\displaystyle \mathrm {TOCSY} } немає кореляції між метиновим протоном та сигналом при 4,13 м.д. та протоном {\displaystyle \mathrm {N-H} }.
Інтегральна інформація, отримана із спектрів {\displaystyle \mathrm {{}^{1}{H},\,{}^{13}{C}\,DEPT,COSY,TOCSY,HMQC} }, дозволяє виконати віднесення сигналів усіх протонів у спектрі {\displaystyle \mathrm {{}^{1}{H}} } за винятком тих, які зазнають швидкого обміну (тобто протони карбоксильних груп й вільних аміногруп), та сигналів усіх не четвертинних атомів вуглецю у спектрі {\displaystyle \mathrm {{}^{13}{C}} }. Необхідності у віднесенні протонів, які швидко обмінюються, немає.
Що стосується секвенування, то потужними методами ядерного магнітного резонансу є {\displaystyle \mathrm {HMBC,\,ROESY\,(NOESY)} .} Перший відображає дальні спін-спінові взаємодії {\displaystyle \mathrm {{}^{1}H-{}^{13}{C}} } (через 2 зв'язки із {\displaystyle \mathrm {{}^{2}J_{CH}} }). Для рішення задачі секвенування цей експеримент відображає кореляцію між сусідніми амінокислотами, оскільки «бачить» через амідний (пептидний) карбоніл амідний протон {\displaystyle \mathrm {N-H} }. Це дозволяє провести віднесення карбонільних груп.
Інший зв'язок між амінокислотними залишками встановлюється при аналізі взаємодії між протоном {\displaystyle \mathrm {N-H} } аспарагінової кислоти й двома протонами {\displaystyle \mathrm {H-2} } гліцину, який виявляється посередництвом NOE. У цьому випадку немає перекривання сигналів. Цікаво відзначити кореляцію через NOE у залишку аспарагінової кислоти між протоном {\displaystyle \mathrm {N-H} } та лише одним з двох діастереотопних метиленових протонів ({\displaystyle \mathrm {H-3} }). Ця селективна взаємодія вказує на заторможене обертання й дозволяє просторову диференціацію й віднесення сигналів двох діастереотопних протонів.